# Мортон, Пи Джей
Пи Джей Мортон (англ. PJ Morton, при рождении Пол Сильвестр Мортон-младший, англ. Paul Sylvester Morton, Jr; 29 марта 1981, Новый Орлеан, Луизиана, США) — американский певец, музыкант и продюсер. С 2012 года является постоянным клавишником и бэк-вокалистом поп-рок-группы Maroon 5. Также ведёт сольную карьеру. Неоднократный лауреат и номинант премии «Грэмми».

## Биография
Пи Джей Мортон родился 29 марта 1981 года в Новом Орлеане, штат Луизиана. Отец музыканта — канадский и американский госпел-певец Пол Сильвестр Мортон, мать — баптистский пастор Дебра Браун Мортон.

### Музыкальная карьера
В 2010 году друг Пи Джея Мортона и музыкальный директор Maroon 5 Адам Блэкстоун предложил музыканту пройти прослушивание на роль клавишника для группы. Мортон оказался удачной кандидатурой, и Блэкстоун зачислил его в состав. С этого времени Мортон начал работу с Maroon 5; музыкант играл на всех концертах и других «живых» выступлениях коллектива. В 2012 году Джесси Кармайкл временно покинул Maroon 5, и Пи Джей примкнул к группе на постоянной основе. Музыкант принял участие в записи альбомов Overexposed (2012), V (2014), Red Pill Blues (2017) и Jordi (2021).
Продюсированием Мортон занялся в 2011 году, с момента заключения контракта с лейблом Young Money Records. Вскоре Мортон был замечен компанией Cash Money Records. После подписания договора Пи Джей начал сотрудничество с Лилом Уэйном, Birdman, Рональдом «Слимом» Уильямсом и другими.
Помимо всего прочего, Мортон записал несколько сольных студийных альбомов: Emotions (2005), Perfect Song (2007), Walk Alone (2010). 14 мая 2013 года музыкант выпустил четвёртую полноформатную пластинку New Orleans, в работе над которой принимали участие Адам Левин, Баста Раймс и другие. Композиция «Only One», записанная Мортоном в дуэте со Стиви Уандером, в 2014 году была номинирована на премию «Грэмми» в категории «Лучшая R&B-песня».
14 апреля 2017 года Мортон выпустил студийный альбом Gumbo, а годом позже его концертную версию — Gumbo Unplugged. Первый получил две номинации на «Грэмми», второй же номинировался в трёх категориях и выиграл статуэтку за живое исполнение песни Bee Gees «How Deep Is Your Love». В феврале 2019 года совместно с Джоджо музыкант записал трек «Say So», который стал ведущим синглом его шестой пластинки Paul, вышедшей в августе того же года. Как и альбом Gumbo, лонгплей Paul был записан в Новом Орлеане, родном городе Мортона, куда он переехал из Лос-Анджелеса несколькими годами ранее. Впоследствии композиция «Say So» принесла ему вторую награду «Грэмми», одержав победу в категории «Лучшая R&B-песня» на 62-й церемонии вручения премии.

### Другая деятельность
В 2008 году Пи Джей Мортон по просьбе Алла Ракха Рахмана, композитора фильма «Формула любви для узников брака», принял участие в записи композиции «Sajna» для саундтрека к кинокартине.
В 2009 году Мортон опубликовал книгу под названием  Why Can’t I Sing About Love?, где он привёл свои размышления о взаимодействии музыки и религии.

### Личная жизнь
В настоящее время Пи Джей состоит в браке с Кортни Мортон.

## Дискография

### Как сольный исполнитель
Студийные альбомы
- Emotions (2005)
- Walk Alone (2010)
- Perfect Song (2007) (как PJ Morton Band)
- New Orleans[англ.] (2013)
- Gumbo[англ.] (2017)
- Christmas with PJ Morton (2018)
- Paul[англ.] (2019)
- Gospel According to PJ: From the Songbook of PJ Morton[англ.] (2020)
- Watch the Sun (2022)

Концертные альбомы
- Live from LA (2008)
- Live Show Killer (2015)
- Gumbo Unplugged[англ.] (2018)
- The Piano Album (2020)
- Watch the Sun Live: The Mansion Sessions (2023)

Мини-альбомы
- Following My First Mind (2012)
- Sticking to My Guns (2016)

Микстейпы
- Bounce & Soul Volume 1 (2016)

### В составе Maroon 5
- Overexposed (2012)
- V (2014)
- Red Pill Blues (2017)
- Jordi (2021)